# Mannen med läderansiktet – Texas Chainsaw Massacre III
Mannen med läderansiktet – Texas Chainsaw Massacre III är en amerikansk slasherfilm som hade biopremiär i USA den 12 januari 1990.

## Handling
Filmen handlar om en galning som slaktar folk med sin motorsåg.

## Om filmen
Mannen med läderansiktet - Texas Chainsaw Massacre III regisserades av Jeff Burr. Filmen är en uppföljare till filmerna Motorsågsmassakern (från 1974) och Motorsågsmassakern 2 (från 1986). 1994 kom en fjärde film i samma serie; Texas Chainsaw Massacre: The Next Generation.
Tobe Hooper (regissören bakom de två första filmerna), Peter Jackson och Tom Savini (som gjorde specialeffekterna till Motorsågsmassakern 2) var alla tilltänkta regissörer av New Line Cinema men till slut så blev det Jeff Burr.

## Rollista (urval)
- Ken Foree - Benny
- Kate Hodge - Michelle
- Toni Hudson - Sara
- R.A. Mihailoff - Leatherface
- Viggo Mortensen - Tex
- Joe Unger - Tinker
- Duane Whitaker - Kim

### Fotnoter
1. ↑  ”Leatherface: The Texas Chainsaw Massacre III” (på engelska). Box Office Mojo. 12 januari 1990. http://www.boxofficemojo.com/movies/?id=texaschainsaw3.htm. Läst 22 september 2016.